# 馬查凱拉國家公園
41°31′12.92″N 41°43′10.81″E / 41.5202556°N 41.7196694°E

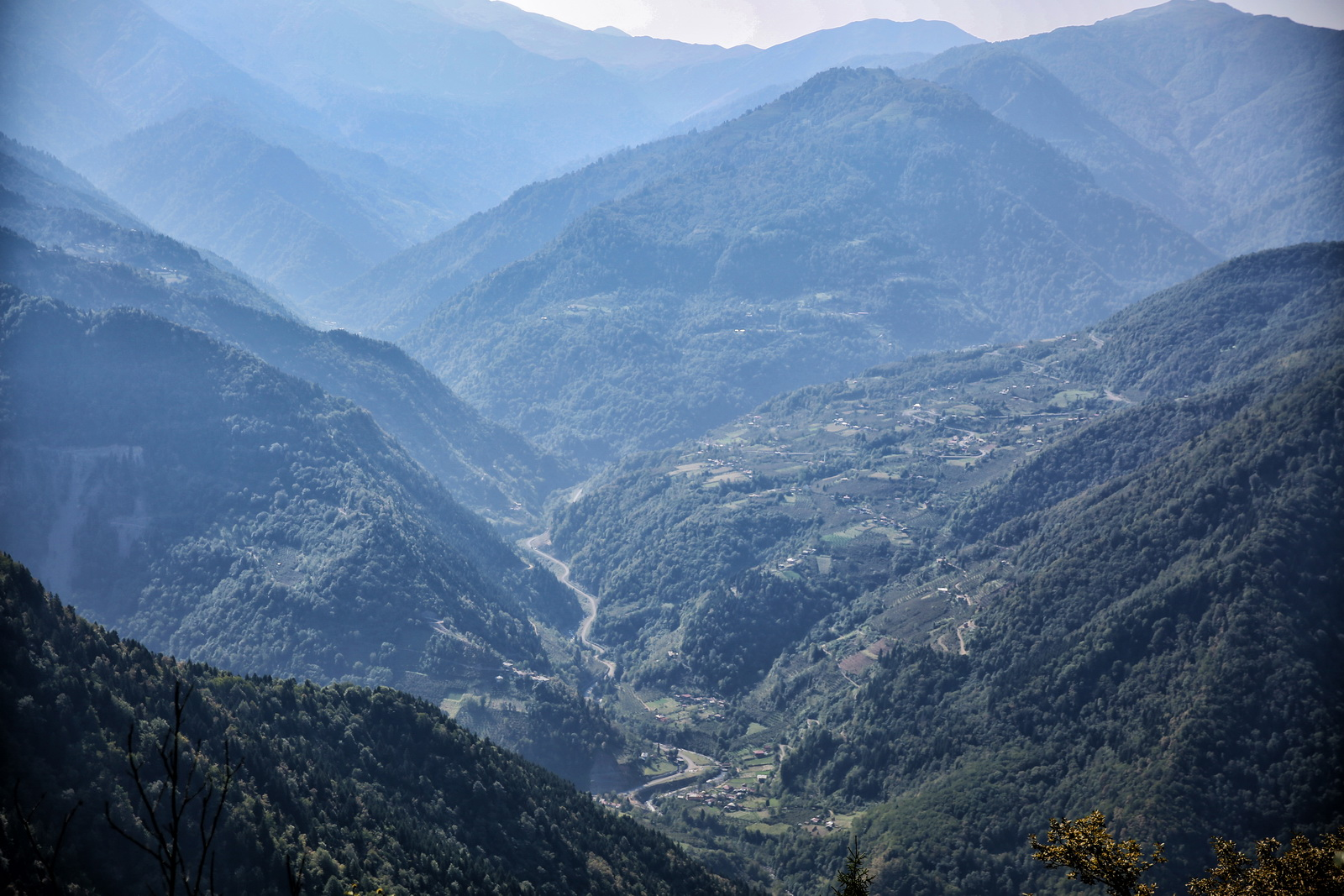

馬查凱拉國家公園是格魯吉亞的國家公園，位於該國西南部阿扎爾自治共和國，成立於2012年，面積131平方公里，保護生物多樣性和生態安全，提供自然和環境旅遊與娛樂活動。